# Гуркошур
Гуркошур — деревня в Кезском районе Удмуртской республики.

## География
Находится в северо-восточной части Удмуртии на расстоянии приблизительно 16 км на запад-северо-запад по прямой от районного центра поселка Кез.

## История
Известна с 1873 года как починок Гуркошурской (Гуркошур) с 3 дворами. В 1905 году 12 дворов, в 1924 (уже деревня) — 25. До 2021 года входила в состав Чепецкого сельского поселения.

## Население
Постоянное население составляло 51 человек (1873), 126 (1905), 174 (1924, все удмурты), 110 человек в 2002 году (удмурты 93 %), 92 в 2012.